# Gunung Genting Tela
Gunung Genting Tela är ett berg i Indonesien.   Det ligger i provinsen Aceh, i den västra delen av landet, 1 500 km nordväst om huvudstaden Jakarta. Toppen på Gunung Genting Tela är 810 meter över havet, eller 139 meter över den omgivande terrängen. Bredden vid basen är 1,5 km.
Terrängen runt Gunung Genting Tela är huvudsakligen kuperad, men österut är den bergig.Runt Gunung Genting Tela är det ganska tätbefolkat, med 185 invånare per kvadratkilometer. I omgivningarna runt Gunung Genting Tela växer i huvudsak städsegrön lövskog.